# ACYMA
 (janvier 2022).
 (janvier 2022).
Action contre la cybermalveillance (ACYMA) est un groupement d'intérêt public (GIP) français créé conventionnellement en mars 2017 à l'initiative de l'Agence nationale de la sécurité des systèmes d'information (ANSSI) et du ministère de l'Intérieur avec le concours du ministère de la Justice, du ministère de l'Économie et des Finances, ainsi que du secrétariat d'État chargé du Numérique. Ses 64 membres issus du secteur public, du privé et du domaine associatif contribuent à sa mission d’intérêt général pour ses 3 publics : particuliers, entreprises et collectivités. Le GIP ACYMA a développé dès octobre 2017 le dispositif national Cybermalveillance.gouv.fr qui a accueilli en 2024, 5,4 millions de visiteurs uniques sur son site Internet et plus de 420 000 personnes qui ont réalisé un parcours d’assistance. 
Depuis décembre 2024, c'est sur cette même plateforme qu'a été lancé le service d'assistance en ligne 17Cyber, en partenariat avec la Police nationale et la Gendarmerie nationale.
Doté d'un budget de 1,6 million d'euros et de 12 agents en 2021, le groupement est présidé par Vincent Strubel et dirigé par Jérôme Notin.

## Historique et contexte
La création de la structure est évoquée pour la première fois en 2015, à un moment où les pouvoirs publics commencent à prendre la mesure des enjeux liés à la cybercriminalité. Les contours de cette structure ont ensuite été détaillés dans la Stratégie nationale pour la sécurité numérique.
C’est de cette volonté qu’est né, en mars 2017, le GIP ACYMA, qui a piloté, en octobre 2017, l’ouverture de la plateforme Cybermalveillance.gouv.fr : le dispositif national de sensibilisation, prévention et d’assistance aux victimes d’actes de cybermalveillance pour les particuliers, entreprises et collectivités territoriales (hors Opérateurs d’Importance Vitale et Opérateurs de Services Essentiels). C’est à cette même plateforme que l’État confie la mise en œuvre du service 17Cyber, lancé en 2024.

## Missions
Créé dans le but de lutter contre les actes de cybermalveillance, le GIP ACYMA mise sur une stratégie d’action articulée autour de trois axes :
- Assister les victimes d’actes de cybermalveillance grâce à la plateforme Cybermalveillance.gouv.fr, qui assure un service d’assistance en ligne aux victimes de cybermalveillance et une mise en relation avec des professionnels en cybersécurité référencés sur l’ensemble du territoire.
- Prévenir les risques et sensibiliser sur la cybersécurité avec la réalisation de publications et de campagnes de sensibilisation et de prévention contre les cybermenaces, grâce à des contenus sous différents formats (vidéos, fiches, kit de sensibilisation, affiches, stickers, mémos…) et à travers l’accompagnement à la sécurisation des systèmes d’information des publics professionnels (entreprises, collectivités et associations) par des prestataires labellisés ExpertCyber.
- Observer et anticiper le risque numérique grâce à la remontée et l’analyse de données d’utilisation, qui permet d’accroitre la connaissance de la menace numérique et ainsi adapter les actions d’assistance et de sensibilisation du dispositif Cybermalveillance.gouv.fr

## Services
- Le service d'assistance en ligne 17Cyber : annoncé par le Président Emmanuel Macron et lancé en partenariat avec le Ministère de l’Intérieur, le 17Cyber est un service en ligne disponible 24/7. Guichet unique de la cyber[7], le 17Cyber permet désormais à tous les français de qualifier la menace dont ils sont victimes, d’obtenir une assistance et, si besoin, une mise en relation avec un prestataire de proximité et avec un policier ou un gendarme pour les menaces qui le nécessitent. 17Cyber.gouv.fr doit être un réflexe pour tous afin de se protéger face aux menaces cyber.
- Le service de sécurisation pour les professionnels Mon ExpertCyber : lancé en 2021, Mon ExpertCyber est le service de sécurisation proposé par Cybermalveillance.gouv.fr aux entreprises, associations, collectivités ou encore administrations pour leur permettre de protéger leurs systèmes d’information. Pour en bénéficier, il suffit de répondre à quelques questions  pour être mise en relation avec des prestataires labellisés ExpertCyber[8] via la plateforme Cybermalveillance.gouv.fr
- L'e-sensibilisation SensCyber : après avoir lancé en juin 2023, SensCyber, un programme de e-sensibilisation à la cybersécurité destiné aux agents de la fonction publique pour leur permettre d’identifier les risques, savoir comment se protéger et pouvoir transmettre les bonnes pratiques, le module SensCyber a été décliné en mars 2024 dans une version pour les petites entreprises[9] et le grand public.  Cette e-sensibilisation accessible repose sur des contenus inclusifs, visuellement attrayants et interactifs, sous formes de courtes vidéos et de tests de connaissances. Développés en format court, ces 3 modules permettent à tous les utilisateurs de se familiariser en peu de temps aux enjeux de la cyber à travers une activité ludique et à donner du sens à leurs bonnes pratiques.

## Membres
Le groupement compte une cinquantaine de membres publics et privés répartis en quatre collèges :  
- les représentants de l'État ;
- les utilisateurs ;
- les prestataires ;
- les offreurs de solution et de service.